# Microsaccus truncatus
Microsaccus truncatus är en orkidéart som beskrevs av Cedric Errol Carr. Microsaccus truncatus ingår i släktet Microsaccus och familjen orkidéer. Inga underarter finns listade i Catalogue of Life.